# Jsoup
jsoup是一個用於解析、提取、操作HTML的開源Java函式庫。

## 歷史
jsoup在2009年由亞馬遜公司軟體開發經理Jonathan Hedley所編寫。他在MIT許可（類似創用CC授權條款的寬鬆自由軟體授權條款）下發布的。
Hedley編寫jsoup的用意在於「處理所有種類的HTML。從原始和驗證，到無效標籤湯。」

## 使用jsoup的專案
jsoup目前用於許多的專案，包括Google的OpenRefine。

## 其他條目
- Beautiful Soup
- HTML解析器對比
- 網頁抓取
- MIT許可證
- 資料角力（英语：Data wrangling）

## 外部連結
- 官方网站